# Малле, Оноре
Оноре́ Малле́ (фр. Honoré Mallet; умер в 1706 году) — французский кораблестроитель последней трети XVII века, непрерывно проработавший с 1669 приблизительно до 1706 года на кораблестроительной верфи города Рошфора, третьем по значимости кораблестроительном центре Франции в эпоху Людовика XIV после Бреста и Тулона.
В период пребывания в должности старшего мастера-плотника арсенала Рошфора руководил постройкой для французского Королевского флота 12 линейных кораблей (включая семь трёхпалубных перворанговых флагманских кораблей), для восьми из них он указан как ответственный мастер-плотник.
При его участии был построен также целый ряд кораблей «переходного типа» от фрегата к кораблю,  вооружённых смешанной 8- и 12-фунтовой артиллерией на нижней палубе и относимых к категории фрегатов 1 ранга. Мастер Малле строил и «фрегаты-корабли», вооружённые 6-ти или 8-фунтовыми пушками на нижней палубе (фрегаты 2 ранга), а также один лёгкий фрегат, несколько флейтов и малые парусные суда.
Оноре Малле оказал влияние и на русское военное кораблестроение.

## Биография
Оноре Малле вырос в Тулоне на юге Франции. Позднее он стал одним из корабелов-переселенцев, обученных средиземноморским методам судостроения и переведённых Жаном Батистом Кольбером в Рошфор для оживления судостроительной отрасли и переобучению их на новый для французских судостроителей так называемый атлантический метод судостроения.
Работал вместе со своим зятем Пьером Масоном (Pierre Masson); они оба входили в строительный совет Рошфора, дававший разрешение на строительство корабля и состоявший из четырёх мастеров и четырёх старших морских офицеров.
Несмотря на то, что Малле свою работу на верфи в Рошфоре начал в 1669 году (с начала деятельности Арсенала), патент плотника был подтверждён только в 1678 году, после того как он уже построил два фрегата и свой первый линейный корабль Excellent. В 1682 году мастер получил должность первого (или старшего) мастера-плотника военно-морского арсенала Рошфора, заменив на ней Франсуа Поме (François Pomet) и обойдя другого кандидата на должность Жана Гишарда, которого недолюбливал интендант Рошфора Демун (1674-1683). Должность занимал до момента своей смерти (после наступления которой её принял Пьер Масон).
Подписывался инициалами HM (некоторые исследователи полагают, что он не умел ни читать, ни писать).
Как бы то ни было, профессиональные умения Оноре Малле не подлежат сомнению. Так, адмирал Турвиль (на тот момент командир Тулонской эскадры) ещё в 1680 году в письме Кольберу отзывался о нём как одном из четырёх французских мастеров — в список входили также Этьен Хубак (E. Hubac), Франсуа Кулон (F. Coulomb) и Этьен Саликон (E. Salicon) — кто может понять методы создания кораблей по единой теории проектирования, поощряемой Кольбером. В качестве образцов для проектирования кораблей всех рангов были использованы построенные в Рошфоре корабли (снятием шаблонов и моделированием занимался Блез Пангало).
Имел сына Пьера, также работавшего в Рошфоре в должности субконструктора (помощника кораблестроителя). Совместно с отцом в 1670-1693 годах он построил не менее трёх фрегатов и в документах значится их строителем, но о его дальнейшей карьере и проектах ничего не известно.

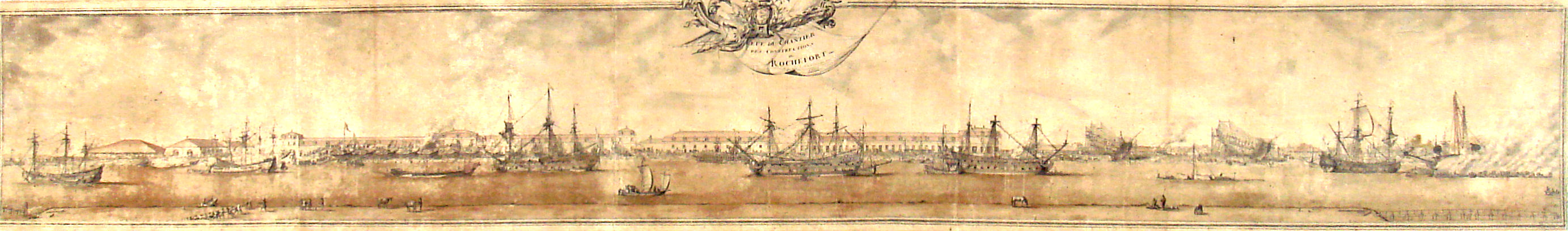
Военно-морской арсенал Рошфора в 1690 году.

Умер в 1706 году.

## Корабли, построенные Оноре Малле
Вершиной конструкторского творчества мастера Оноре является строительство нескольких флагманских 90-пушечных линейных кораблей 1 ранга, заложенных для усиления французского линейного флота после успешных для французов сражений при Бентри-Бей и Бичи-Хед, и для достижения штатного количества кораблей 1 ранга (в 1689 году их было в наличии лишь 9 из 12).
В поздний период деятельности (после 1695 года) заметно отсутствие у мастера крупных проектов. Это связано с фактом отказа от военных действий эскадр французского флота в пользу каперства в целом.
Кораблей 3 ранга (от 48 до 56-60 пушек), составлявших половину списочной численности флота, мастер не строил.

### Линейные корабли
| Название         | Ранг (регламент)   | Дата спуска на воду | Тоннаж | Число пушек в разные годы | Количество врезанных портов на гондеке | Количество и калибр установленных пушек по палубам                                                                         | Длина между штевнями во француз. футах x ширина гондека | Примечания | Сноски               |
| ---------------- | ------------------ | ------------------- | ------ | ------------------------- | -------------------------------------- | --- | ------------------------------------------------------- | --- | -------------------- |
| Excellent        | 2 (1674), 3 (1689) | 1679                | 1000   | 50−62                     | 13                                     | 6x24-фунт., 16x18-фунт., 2x12-фунт.(гондек), 28x12-фунт.(опердек), 16x4-фунт. (полубак и шканцы)                           | 138½x34                                                 | Заложен в 1674 году. Задействован в кампаниях (B, Ba, Lg, W, VM). Исключён из списков флота в 1710 году.                                                   | [ 16 ] [ 15 ] [ 17 ] |
| Grand            | 1 (1674)           | апрель 1679         | 1600   | 70−90                     | 13                                     | 12x24-фунт., 14x18-фунт. (гондек), 14x18-фунт., 12x12-фунт. (мидельдек), 26x8-фунт.(опердек), 6x4-фунт. (полубак и шканцы) | 152½x41                                                 | Задействован в кампаниях (B, Ba, Lg, W). Исключён из списков флота в 1715 году.                                                                            | [ 15 ]               |
| Bourbon          | 2 (1674), 3 (1689) | 1683                | 1140   | 64,68                     | 13                                     | 26x24-фунт. (гондек), 24x12-фунт.(опердек), 16x6-фунт. (полубак и шканцы)                                                  | 138x37                                                  | Возможно, был трёхпалубным. Задействован в кампаниях (B, Ba). Сожжён в 1692 году после сражения при Ла-Хоге.                                               | [ 19 ] [ 15 ] [ 20 ] |
| Courtisan (1687) | 2 (1674), 3 (1689) | октябрь 1686        | 1140   | 64,68                     | 13                                     | 10x24-фунт., 12x18-фунт., 2x12-фунт.(гондек), 24x12-фунт.(опердек), 10x6-фунт., 6x4-фунт. (полубак и шканцы)               | 141x37½                                                 | Задействован в кампаниях (B, Ba, Lg, W). Сгорел от возникшего пожара в 1702 году.                                                                          | [ 15 ] [ 19 ] [ 21 ] |
| Aimable          | 2 (1689)           | март 1690           | 1200   | 70,68                     | 13                                     | 26x24-фунт. (гондек), 28x18-фунт. (опердек), 6x6 или 8-фунт. (полубак и шканцы)                                            | 144x38                                                  | Построен совместно с П. Масоном. Задействован в кампаниях (B, Ba, Lg, W). Исключён из списков флота в 1714 году                                            | [ 22 ] [ 15 ] [ 23 ] |
| Intrepide        | 1 (1689)           | март 1690           | 1500   | 72−84                     | 15                                     | 28x36-фунт. (гондек), 30x18-фунт. (мидельдек), 28x12-фунт.(опердек), 10x6-фунт. (полубак и шканцы)                         | 150x41                                                  | Задействован в кампаниях (B, Lg, W, VM). Исключён из списков флота в 1717 году.                                                                            | [ 24 ] [ 15 ] [ 25 ] |
| Ambitieux        | 1 (1689)           | декабрь 1691        | 1529   | 80                        | 15                                     | 28x36-фунт. (гондек), 30x18-фунт. (мидельдек), 28x12-фунт.(опердек), 10x6-фунт. (полубак и шканцы)                         | 158x42                                                  | Задействован в кампаниях (Ba). Сожжён в 1692 году после сражения при Ла-Хоге.                                                                              | [ 15 ] [ 24 ] [ 26 ] |
| Fulminant        | 1 (1689)           | декабрь 1691        | 1900   | 80−98                     | 15                                     | 28x36-фунт. (гондек), 30x18-фунт. (мидельдек), 28x12-фунт.(опердек), 10x6-фунт. (полубак и шканцы)                         | 158x42                                                  | Построен совместно с П. Масоном. Задействован в кампаниях (W). Исключён из списков флота в 1718 году.                                                      | [ 27 ] [ 15 ] [ 26 ] |
| Victorieux       | 1 (1674)           | январь 1691         | 1650   | 88−94                     | 14                                     | 26x36-фунт. (гондек), 28x18-фунт. (мидельдек), 24x12-фунт.(опердек), 6x4-фунт. (полубак и шканцы)                          | 156x43½                                                 | Задействован в кампаниях (Lg, W). Исключён из списков флота в 1717 году.                                                                                   | [ 28 ] [ 15 ] [ 25 ] |
| Magnifique       | 2 (1689)           | 23.11.1692          | 1560   | 86−90                     | 14                                     | 26x36-фунт. (гондек), 28x18-фунт. (мидельдек), 24x12-фунт.(опердек), 6x4-фунт. (полубак и шканцы)                          | 154x44½                                                 | Задействован в кампаниях (Lg, W, M). Исключён из списков флота в 1716 году.                                                                                | [ 15 ] [ 28 ]        |
| Fier             | 1 (1689)           | 1694                | 1750   | 90−94                     | 14                                     | 26x36-фунт. (гондек), 28x18-фунт. (мидельдек), 24x12-фунт.(опердек), 6x4-фунт. (полубак и шканцы)                          | 158x46 и 10p                                            | Построен совместно с П. Масоном. Задействован в кампаниях (VM). Исключён из списков флота в 1713 году.                                                     | [ 15 ] [ 28 ] [ 29 ] |
| Ferme («Леферм») | 2 (1689)           | 1700                | 1300   | 66,68                     | 13                                     | 26x24-фунт. (гондек), 28x12-фунт. (опердек), 14x6-фунт. (полубак и шканцы)                                                 | 147x40⅓                                                 | Построен совместно с П. Масоном. Захвачен в бухте Виго в 1702 году англичанами. В 1714 году куплен Русским царством. Исключён из списков флота в 1737 году | [ 30 ] [ 15 ]        |

### Корабли 4-5 рангов и вне ранговые
| Название                         | Ранг       | Дата спуска на воду | Тоннаж  | Число пушек в разные годы | Количество врезанных портов на гондеке | Количество и калибр установленных пушек по палубам | Длина между штевнями во француз. футах x ширина гондека | Примечания                                                                     | Сноски               |
| -------------------------------- | ---------- | ------------------- | ------- | ------------------------- | -------------------------------------- | -------------------------------------------------- | ------------------------------------------------------- | ------------------------------------------------------------------------------ | -------------------- |
| Hasardeux, фрегат 1 ранга        | 4 (1689)   | август 1674         | 400     | 38,44                     | ?                                      | ?                                                  | 115x26                                                  | Построен совместно с сыном П. Малле. Исключён из списков в 1694 году.          | [ 31 ] [ 32 ]        |
| Opiniâtre, фрегат 1 ранга        | 4 (1689)   | 1691                | 500     | 40                        | 10                                     | 20x12-фунт. (гондек), 20x6-фунт. (опердек)         | 110x28                                                  | Исключён из списков в 1699 году.                                               | [ 31 ] [ 32 ]        |
| Poli, фрегат 1 ранга             | 4 (1689)   | 1691                | 500     | 40                        | 10                                     | 20x12-фунт. (гондек), 20x6-фунт. (опердек)         | 110x28                                                  | Построен совместно с П. Масоном. Исключён из списков в 1717 году.              | [ 31 ] [ 32 ]        |
| Thétis, фрегат 1 ранга           | 4 (1689)   | 1697                | 550     | 44                        | 11                                     | 22x12-фунт. (гондек), 22x6-фунт. (опердек)         | 122x33                                                  | Исключён из списков в 1705 году.                                               | [ 31 ] [ 32 ]        |
| Maligne, фрегат 2 ранга          | 5 (1689)   | 1670                | 180     | 24                        | ?                                      | ?                                                  | н/д                                                     | Исключён из списков в 1695 году.                                               | [ 31 ]               |
| Soleil-d’Afrique, фрегат 2 ранга | 5 (1689)   | 1679                | 330     | 30                        | 10                                     | 20x8-фунт. (гондек), 10x4-фунт. (опердек)          | 103x26                                                  | Исключён из списков в 1699 году.                                               | [ 31 ] [ 32 ]        |
| Marin, фрегат 2 ранга            | 5 (1674)   | март 1679           | 250     | 30                        | 9                                      | 18x6-фунт. (гондек), 12x4-фунт. (опердек)          | 107x27                                                  | Исключён из списков в 1704 году.                                               | [ 31 ] [ 32 ]        |
| Dauphin, фрегат 2 ранга          | 5 (1674)   | 1673                | ?       | 32                        | ?                                      | н/д                                                | ?                                                       | ?                                                                              | [ 31 ] [ 32 ]        |
| Salamandre, фрегат 2 ранга       | 5 (1689)   | 1693                | 160     | 22                        | 3                                      | 6x6-фунт. (гондек), 16x4-фунт. (опердек)           | 81x23                                                   | Построен совместно с сыном П. Малле. Исключён из списков в 1704 году.          | [ 31 ] [ 33 ]        |
| Friponne, лёгкий фрегат          | нет (1689) | 1670                | 180-250 | 16                        | 8                                      | ?                                                  | н/д                                                     | Построен совместно с сыном П. Малле. В декабре 1690 года захвачен англичанами. | [ 31 ] [ 32 ] [ 34 ] |
| Coche, флейт                     | нет (1689) | 1673                | 300     | 18                        | ?                                      | ?                                                  | 99x27                                                   | ?                                                                              |                      |
| Bretonne, флейт                  | нет (1689) | 1685                | 350     | 26                        | ?                                      | ?                                                  | ?                                                       | ?                                                                              | [ 11 ] [ 35 ]        |
| Prophon, флейт                   | нет (1689) | 1686                | 400     | 40                        | ?                                      | ?                                                  | 107x27                                                  | В соавторстве с Ж. Гишардом.                                                   | [ 11 ] [ 35 ]        |

### Прочие суда

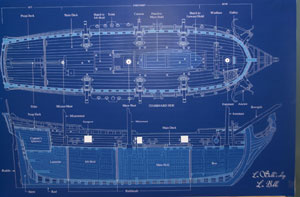
Чертёж баркалона де Ла Саля «Ла Белль (корабль)», затонувшего в бухте Матагорда и обнаруженного археологами в 1995 году

- 40-50-тонный 6-пушечный баркалон[36] (длинная барка) La Belle[англ.] (1684), последний корабль Кавелье де Ла Саля[37][38].
- Вкладу Оноре Малле, в силу коллегиального характера деятельности судовых мастеров, может принадлежать ещё один баркалон (Utile, 80 т, 8 пушек), построенный в 1691 году компаньоном Малле Пьером Масоном также как и La Belle в Рошфоре[39].

## Влияние на русское кораблестроение
Последний построенный Оноре Малле линейный корабль, 68-72-пушечный «Леферм», после приобретения русскими агентами в 1714 году в течение трёх лет, до момента постройки линейного корабль «Святой Александр (заложен осенью 1714 г. в Санкт-Петербургском Адмиралтействе, спущен в 1717 г.)», был крупнейшим кораблём Балтийского флота по основным размерениям и носимой артиллерии, а в отдельные годы и по количеству экипажа. Пётр I в письме к князю Меншикову особо подчёркивал качественные характеристики этого корабля: «Правда что Леферм такой хороший и великий корабль, что и дома лучше нельзя сделать».
«Леферм» стал первым французским боевым кораблём специальной постройки, приобретённым и изученным русскими корабелами (не считая ряда бывших французских каперских судов 4 ранга, купленных за границей). До этого российское судостроение целиком основывалось на англо-голландской школе, изученной Петром I в Нидерландах и Англии в период Великого посольства. Позднее же начались эксперименты со строительством кораблей «на французский манир», с применением диагональных связей корпуса. Первым таким заложенным весной 1719 года кораблём стал «Пантелеймон-Виктория» (спущен на воду в 1721 году). Его строил Жозеф Пангало, сын известного брестского мастера-корабела Блеза Антуана Пангало. Ученики Ж. Пангало Иван Рамбург и Гавриил Окунев в дальнейшем построили не один свой корабль с использованием технологий французского кораблестроения.
В 1715 году, на следующий год после приобретения «Леферма», класс 74-пушечных кораблей впервые появился в кораблестроительных штатах (программах) русского флота: из 27 кораблей не менее шести должны быть 74-пушечными, лишь на четыре единицы количественно уступая 60-64-пушечным кораблям, строившимся ещё по программе 1707 года. Правда, ещё два года спустя, количество 74-пушечников сократилось до 3, а в 1720 году до 2, в пользу более дешёвых, лёгких и менее осадистых 66-пушечных кораблей.

### Комментарии
1. ↑  Всего за период деятельности Оноре Малле в Рошфоре (1669-1706) для нужд французского флота было построено линейных кораблей 1-3 ранга: в Бресте — 40, Тулоне — 39, Рошфоре — 21, Гавре — 17, Дюнкерке — 12, Байонне — 8, Порт Луи — 5, Лорьяне — 3 (всего 145)[1].
2. ↑  Всего на 1694 год — год максимально достигнутого размера французского линейного флота данной эпохи — в составе флота находилось 106 линейных кораблей первых трёх рангов (при штатном их количестве в 78 единиц)[2].
3. ↑  По классификации Филипа Коломба. Жан Будрио для этих кораблей использует термин фрегат 1 ранга или «фрегат-корабль».
4. ↑  На рисунке показано шесть линейных кораблей: четыре спущенных на воду и два набираемых на стапелях, что совпадает с количеством построенных на арсенале кораблей в 1690-1691 годах (см. таблицы построенных кораблей).
5. ↑  На 1694 год в составе флота находилось 50 линейных кораблей третьего ранга (при штатном количестве в 40 единиц)[13].
6. ↑  Дата принятия классифицирующего документа.
7. ↑  Принятые в таблицах сокращения[18]: B — сражение при Бичи-Хед (1690), Ba — сражение при Барфлёре (1690), Lg — битва при Лагуше (1693), VM — сражение при Малаге (1704), W. — большие учения в Тулоне (1693)